# Night of the Hunter
Night of the Hunter – piąty i zarazem ostatni singel amerykańskiej grupy Thirty Seconds to Mars z jej trzeciego albumu studyjnego This Is War. Został w całości napisany przez wokalistę Jareda Leto. Utwór został wyprodukowany przez Flooda, Steve'a Lillywhite i 30 Seconds to Mars i był zainspirowany młodością Jareda i Shannona w Luizjanie.